# Hendrik Cannegieter
Hendrik Cannegieter (Steinfurt, 24 februari 1691 - Arnhem, 21 augustus 1770) was een prominent classicus en historicus. Zijn belangrijkste bijdrage als taalkundige is zijn publicatie van de Fabels van de Romeinse schrijver Flavius Avianus en als historicus verdiende hij zijn sporen met de uitgave van het derde deel van het Geldersch Placaetboek. Toch is zijn bekendheid het grootst door zijn Dissertatio de Brittenburgo (Dissertatie over de Brittenburg), waarin hij de stelling betrekt, dat de Brittenburg niet een Romeins wapenhuis (armamentarium) is geweest, zoals in 1588 door Hadrianus Junius was beweerd en door latere deskundigen was overgenomen. 

## Curriculum
Hendrik Cannegieter werd op 17 september 1710 als student ingeschreven aan de Universiteit Leiden. In 1714, nog tijdens zijn studie, werd hij beroepen als conrector aan de Latijnse School van Arnhem, waarop de Latijnse School in Deventer hem het rectoraat aanbood. Hij bedankte voor het rectoraat in Deventer. Het conrectoraat in Arnhem nam hij aan; de school verhoogde zijn salaris en in 1720 promoveerde hij hier alsnog tot rector. 
In zijn leven heeft Cannegieter zeer veel gepubliceerd, vaak ook samen met anderen. Zijn kennis van de klassieke literatuur en zijn interesse voor oudheden is in zijn tijd niet onopgemerkt gebleven. Maar liefst vier hogescholen (Harderwijk, Franeker, Groningen en Utrecht) hebben hem het professoraat aangeboden, maar daar is Cannegieter niet op ingegaan. Wel accepteerde hij zijn benoeming tot doctor in de Rechten honoris causae door de Hogeschool van Harderwijk en zijn benoeming tot geschiedschrijver door de Staten van Gelderland. In die laatste hoedanigheid had hij tot taak om het derde deel van het Groot Geldersch Placaetboek te schrijven. Cannegieter was lid van de Maatschappij der Nederlandsche Letterkunde. Vanwege zijn grote deskundigheid inzake oudheden werd hij 1746 door Gerard van Loon ingeschakeld bij gelegenheid van een veiling van de collectie van Gerhard Dumbar in 1746 om te controleren het door Dumbar gebruikte manuscript voor diens uitgave van de valse Rijmkroniek van Klaas Kolijn identiek was aan het handschrift van Cornelis van Alkemade. Bij Cannegieters dood in 1770 waren veel werken weliswaar gereed voor publicatie, maar nog niet uitgegeven. Een deel zag postuum alsnog het licht.
Op de bibliotheek van de KNAW te Amsterdam wordt een kopie bewaard van zijn handschrift Domburgsche oudheden. Dit was bestemd om uitgegeven te worden met platen naar tekeningen van Hendrik van Schuylenburgh van Romeinse voorwerpen, die in 1647 waren gevonden, maar die in 1848 grotendeels verloren gingen bij een brand in de kerk van Domburg.

## Werken in het Latijn
- 1731 Fabulae Flavii Aviani, Amsterdam, 1731 (laatste uitgave: Osnabrück, Biblio 1976).
- 1734 Henrici Cannegieteri Dissertatio de Brittenburgo, Matribus Brittis, Britannica Herba, Brittia Procopio Memorata, Britannorumque Antiquissima Per Galliam Et Germaniam Sedibus, 's Gravenhage, 1734
- 1737 Jacobus de Wilde; Hendrik CannegieterGemmae selectae antiquae e museo Jacobi de Wilde, sive L. Tabulae Diis Deabusque Gentilium ornatae, per possessorem conjecturis, veterumque poetarum carminibus illustratae, 16 mei 1737
- 1758 De mutata Romanorum nominum sub principibus ratione liber singularis...  nec non Trebelli Pollionis negligéntia castigata. Monumentum Dodenwerdense expositum; item Postumus Bataviae adsertor..., Utrecht, G. & G.H. Kroon, 1758
- 1764 De gemma Bentinckiana; item de Iside ad Turnacum inventa; necnon de dea Burorina, Utrecht, 1764.
- 1766 Epistula ad illustrissimum comitem Ottonem Fridericum de Lynden de ara ad Noviomagum Gelriae reperta aliisque inscriptionibus nuper effossis, Arnhem 1766
- 1896 De Formis, quae dicuntur futuri exacti et comjunctivi perfecti formae syncopatae in-so-sime, dissertatio litteraria inauguralis, quam... in Academia Rheno-Trajectina... examini proponet Hendrik Cannegieter., (editie C.H.E. Breyer, 1896).

## Werken in het Nederlands
- 1740 Groot Geldersch Placaetboek, Arnhem 1740.
- 1757 Eerste brief over bijzondere Nederlandsche oudheden: over den grafkelder bij Anlo, de zoogenaamde donderbeitels en vrouw Jacoba's kannetjes, Arnhem, 1757.